# Straß im Attergau
Straß im Attergau is een gemeente in de Oostenrijkse deelstaat Opper-Oostenrijk, gelegen in het district Vöcklabruck. De gemeente heeft ongeveer 1500 inwoners.

## Geografie
Straß im Attergau heeft een oppervlakte van 31 km². De gemeente ligt in het zuidwesten van de deelstaat Opper-Oostenrijk. Het ligt ten noordoosten van de deelstaat Salzburg en ten zuiden van de grens met Duitsland.

## Geboren
- Tobias Bayer (1999), wielrenner

- Gemeinsame Normdatei: 407477-4
- Virtual International Authority File: 124107059